# Snowboard ai IX Giochi asiatici invernali
Le competizioni di snowboard ai IX Giochi asiatici invernali si sono svolte dall'8 al 13 febbraio 2024 allo Yabuli Ski Resor di Harbin, in Cina.

## Podi

### Uomini
| Evento                | Oro          | Argento            | Bronzo        |
| Big Air (dettagli)    | Yang Wenlong | Jiang Xinjie       | Kang Dong-hun |
| Halfpipe (dettagli)   | Kim Geon-hui | Koyata Kikuchihara | Lee Ji-o      |
| Slopestyle (dettagli) | Lee Chae-un  | Liu Haoyu          | Kang Dong-hun |

### Donne
| Evento                | Oro           | Argento       | Bronzo          |
| Big Air (dettagli)    | Xiong Shirui  | Zhang Xiaonan | Suzuka Ishimoto |
| Halfpipe (dettagli)   | Sara Shimizu  | Sena Tomita   | Wu Shaotong     |
| Slopestyle (dettagli) | Zhang Xiaonan | Xiong Shirui  | Himari Ishii    |

## Medagliere
| Posiz. | Nazione       | Oro | Argento | Bronzo | Totale |
| ------ | ------------- | --- | ------- | ------ | ------ |
| 1      | Cina          | 3   | 4       | 1      | 8      |
| 2      | Corea del Sud | 2   | 0       | 3      | 5      |
| 3      | Giappone      | 1   | 2       | 2      | 5      |
| Totale | Totale        | 6   | 6       | 6      | 18     |